# Rittergüter in Mosel (Zwickau)
Die Rittergüter von Mosel sind die vier bzw. zeitweise fünf Rittergüter in Mosel, heute Stadtteil von Zwickau, im sächsischen Landkreis Zwickau. Sie gingen aus dem Stammsitz der adligen Familie von der Mosel hervor. Ursprünglich waren sie alle im Besitz dieser Familie, das letzte bis in das 19. Jahrhundert. Die Gebäude aller vier Güter sind bis in die Gegenwart erhalten geblieben.

## Geographische Lage
Das älteste der vier Rittergüter, das Rittergut Niedermosel, liegt im östlichen Teil des Orts am „Alten Teichweg“ zwischen der Zwickauer Mulde im Osten und der Bahnstrecke Dresden–Werdau im Westen. ⊙ Das Rittergut Mittelmosel befindet sich im nördlichen Zentrum des Orts in der Straße „Postweg“.⊙ Die Rittergüter Obermosel I und Obermosel II befinden sich im westlichen Zentrum des Orts in der „Dänkritzer Straße“.⊙ ⊙

## Geschichte

### Entstehung der fünf Rittergüter zu Mosel
Im Jahr 1248 wurde erstmals urkundlich ein Herrensitz in Mosel erwähnt, der Fridericus de Musella gehörte. Dieser befand sich mehrere Jahrhunderte im Besitz der Familie von der Mosel und wurde innerhalb dieser mehrfach aufgeteilt. Die erste Teilung des Grundbesitzes erfolgte 1441 mit der Aufspaltung in die Vorwerke Obermosel und Niedermosel. Um 1552 werden beide als Rittergut genannt. 1558 wurde das Rittergut Obermosel in die Rittergüter Obermosel I und Obermosel II aufgeteilt. 1559 entstand bei einer weiteren Teilung der Niedermoseler Erbmasse das Rittergut Mittelmosel, welches zwischen 1663 und 1757 wiederum in die Rittergüter Mittelmosel I und Mittelmosel II geteilt war.
Während die Rittergüter Niedermosel, Mittelmosel I und II und Obermosel II (Obermosel untern Teils) bis 1856 im kursächsischen bzw. königlich-sächsischen Amt Zwickau lagen, gehörte das Rittergut Obermosel I (Obermosel obern Teils) als Lehen der Herren von Schönburg bis 1885 zur Schönburgischen Herrschaft Glauchau, Amt Hinterglauchau.

### Die fünf Rittergüter zu Mosel im Besitz derer von der Mosel

#### Das Rittergut Niedermosel
Nach der Aufspaltung des Grundbesitzes derer von der Mosel entstand im Jahr 1441 das Vorwerk Niedermosel, welches im Jahr 1552 als Rittergut bezeichnet wurde. Bei der Niedermoseler Erbteilung im Jahr 1559 erhielt Konrad von der Mosel das Rittergut Niedermosel, während Georg von der Mosel das Rittergut Mittelmosel zugeteilt wurde. Im Jahr 1599 brachte Konrad Heinrich von der Mosel das 1558 entstandene Rittergut Obermosel I durch Kauf in seinen Besitz. 1744 wurde Niedermosel von Georg Friedrich von der Mosel an Caspar Siegismund Marschall von Bieberstein auf Leubnitz verkauft.
Der Grundherrschaft des Ritterguts Niedermosel im sächsischen Amt Zwickau unterstanden neben dem Moseler Anteil die Hälfte von Helmsdorf (sächsisches Amt Zwickau) und jeweils anteilig die schönburgischen Orte Oberrothenbach und Jüdenhain.

#### Die Rittergüter Mittelmosel I und II
Das Rittergut Mittelmosel entstand bei der Erbteilung des Niedermoseler Besitzes im Jahr 1559. Dabei erhielt Georg von der Mosel das Rittergut Mittelmosel. Noch im gleichen Jahr ließ er das Gutsgebäude errichten. 1633 kam es zu einer Teilung des Mittelmoseler Besitzes, bei der Georg Ernst von der Mosel das Rittergut Mittelmosel I und sein Bruder Wolf Ernst das Rittergut Mittelmosel II übernahm. Beide Güter brannten im Jahr 1757 ab. Aus Altersgründen baute Bernhard Dietrich von der Mosel auf Mittelmosel II seinen Gutshof nicht wieder auf. Daraufhin wurde das Gut von seinem Vetter Karl Wilhelm von der Mosel auf Mittelmosel I übernommen, wodurch beide Güter wieder zu einem Rittergut Mittelmosel vereint wurden. 1792 ging es an Christian Heinrich Petzold.
Der Grundherrschaft des Ritterguts Mittelmosel im sächsischen Amt Zwickau unterstanden neben dem Moseler Anteil die Hälfte von Helmsdorf (sächsisches Amt Zwickau), der ehemals zum hochstift-naumburg-zeitzischen Amt Zeitz gehörige Anteil von Niederschindmaas (ab 1815 zum sächsischen Amt Zwickau), die schönburgischen Orte Oberrothenbach (anteilig) und Oberschindmaas.

#### Die Rittergüter Obermosel I und II

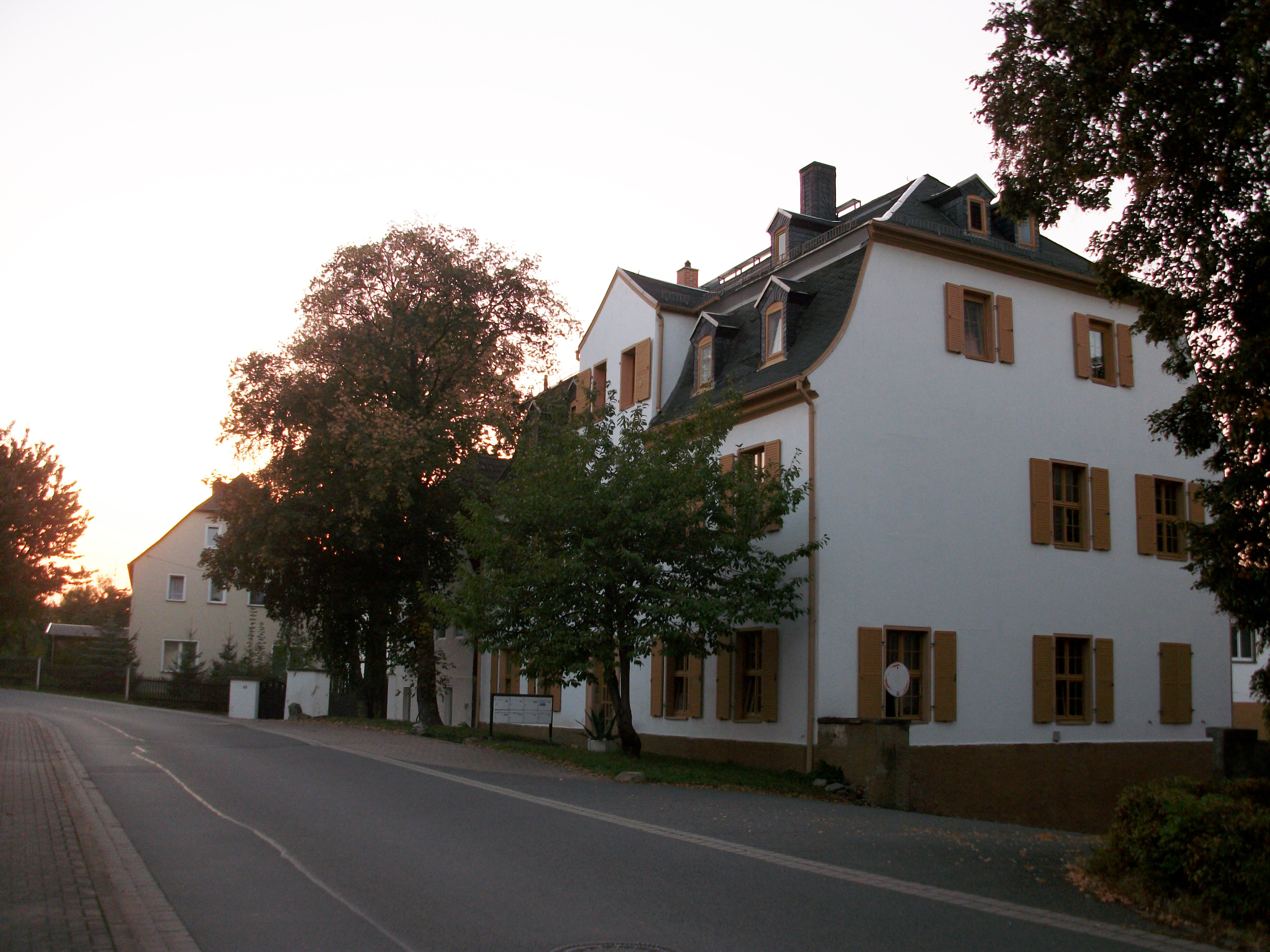
Rittergüter Obermosel (2016)

Nach der Aufspaltung des Grundbesitzes derer von der Mosel entstand im Jahr 1441 das Vorwerk Obermosel, welches im Jahr 1552 als Rittergut bezeichnet wurde. Bei der Obermoseler Erbteilung im Jahr 1558 erhielt Wolf von der Mosel das Rittergut Obermosel I (obern Teils), während Balthasar von der Mosel das Rittergut Obermosel II (untern Teils) in Besitz nahm. Bereits 1622 wurde Obermosel II an die Brüder Johann und Jacob Pfreund verkauft. Es ist somit das erste der Rittergüter, das aus dem Familienbesitz derer von der Mosel ausscheidet. Im Gegensatz dazu ist das Rittergut Obermosel I das Gut, das am längsten in Familienbesitz derer von der Mosel ist. Es kam im Jahr 1599 an Konrad Heinrich von der Mosel zu Niedermosel. 1827 wurden die beiden Obermoseler Rittergüter durch einen Brand zerstört. Das Rittergut Obermosel I wurde 1838 an Johann August Stengel verkauft.
Der Grundherrschaft des unter schönburgischer Lehnsherrschaft stehenden Ritterguts Obermosel I unterstanden neben dem schönburgischen Anteil von Mosel jeweils anteilig die schönburgischen Orte Oberrothenbach, Jüdenhain, Wulm, Dennheritz und Höckendorf.

### Besitzer nach dem Verkauf durch die von der Mosel

#### Rittergut Niedermosel

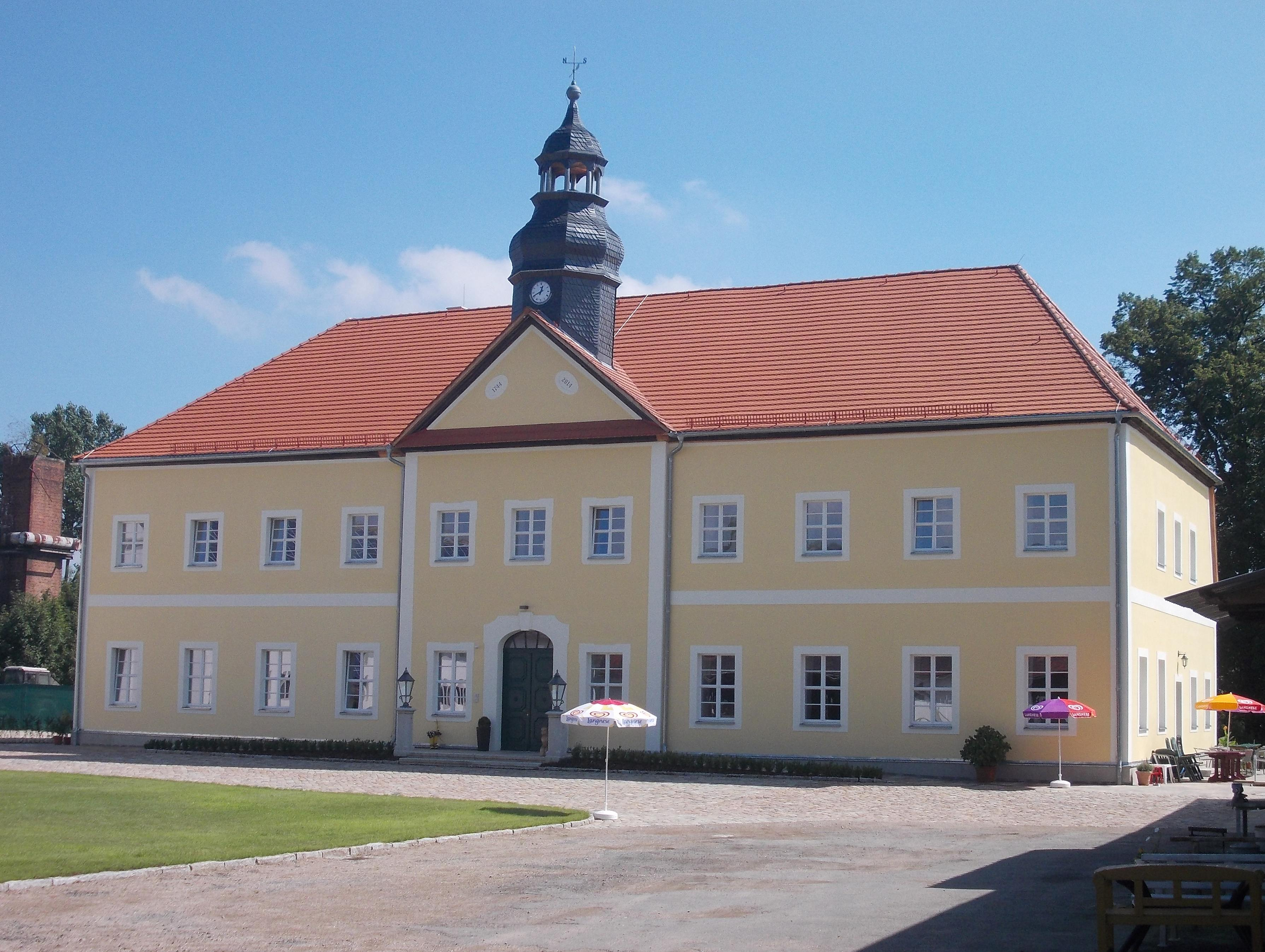
Rittergut Niedermosel

Bereits 1747, d. h. drei Jahre nach dem Erwerb von Georg Friedrich von der Mosel verkaufte
Kaspar Siegismund Marschall von Bieberstein das Rittergut Niedermosel an Karl Wilhelm von Bose. Auch dieser hatte das Gut nur kurze Zeit in Besitz, danach folgten die Familien Neander und Richter (ab 1766). Unter der Familie Richter entstand zwischen 1770 und 1780 das Herrenhaus. 1807 erwarb der Niedermoseler Zweig der Familie Richter das Rittergut Mittelmosel hinzu, das sie jedoch 1829 wieder verkauften. Das Rittergut Niedermosel ging 1838 an Gustav Franz Käferstein und 1847 an die Familie Ebert. Letzte Besitzerin aus dieser Familie war Ottilie von Milkau, geb. Ebert. Nach ihrem Tod im Jahr 1936 übernahm eine Erbenfamilie das Rittergut Niedermosel.
Aufgrund seiner geringen Größe blieb das Rittergut Niedermosel nach 1945 von der Bodenreform verschont. Es wurde zunächst ab 1946 von Max Herrmann und 1949 von Franz Erich Grabisna gepachtet. Nachdem die LPG das Gut im Jahr 1953 zunächst in Pacht übernommen hatte, erwarb sie es letztendlich im Jahr 1967 von der Erbengemeinschaft von Milkau. Nach dem Konkurs der LPG im Jahr 1993 stand das Herrenhaus Niedermosel mit seinem Nebengebäuden 13 Jahre leer, bis es 2006/2007 an einen privaten Eigentümer verkauft wurde. Dieser ließ das Gebäude sanieren. Das Haupthaus wird seit 2014 als Pension mit Hofladen betrieben. Die Wirtschaftsgebäude werden gewerblich genutzt. Das Rittergut Niedermosel befindet sich am „Alten Teichweg“ in Mosel.

#### Rittergut Mittelmosel
Im Jahr 1794, d. h. zwei Jahre, nachdem Christian Heinrich Petzold das Rittergut Mittelmosel von denen von der Mosel übernommen hatte, verkaufte er es an die Familie Richter. Der seit 1766 auf dem Rittergut Niedermosel ansässige Zweig der Familie Richter übernahm 1807 auch Mittelmosel. Ludwig Ferdinand Petermann kam 1829 in den Besitz von Mittelmosel, der es 1855 an Johann Adolf Porst veräußerte. Dieser erwarb 1864 das Rittergut Obermosel I dazu. In der folgenden Zeit besaßen die Familien Schubert, Hörner und Schedlich das Rittergut Mittelmosel, bis es im Jahr 1932 von Willy Wolf ersteigert wurde. Herbert und Edith Griebel geb. Wolf übernahmen 1943 das Rittergut Mittelmosel. Eine Nachkommin der letzten Besitzer übernahm das Gut im Jahr 1993. Während das Herrenhaus zu privaten Wohnzwecken genutzt wird, existieren die Wirtschaftsgebäude heute nicht mehr. Das Rittergut Mittelmosel befindet sich im „Postweg“ in Mosel.

#### Rittergut Obermosel I
Das Rittergut Obermosel I ist 1838 das letzte Moseler Rittergut im Familienbesitz derer von der Mosel, das veräußert wird. Zunächst erwarb es Johann August Stengel, ihm folgten 1856 Gottfried Hermann Schreiber und 1864 Johann Adolf Porst, dem seit 1855 auch das Rittergut Mittelmosel gehörte. Die Familie Porst besaß Obermosel I bis 1895. Die nächsten Besitzer waren Paul Büttner und 1906 die Familie Günther.
Nachdem das Gut im Jahr 1945 von der Roten Armee beschlagnahmt wurde, nutzte es seit 1953 die LPG. Nach der Wende wurde das Herrenhaus saniert und ging in privatem Besitz über. Das Rittergut befindet sich in der „Dänkritzer Straße“.

#### Rittergut Obermosel II

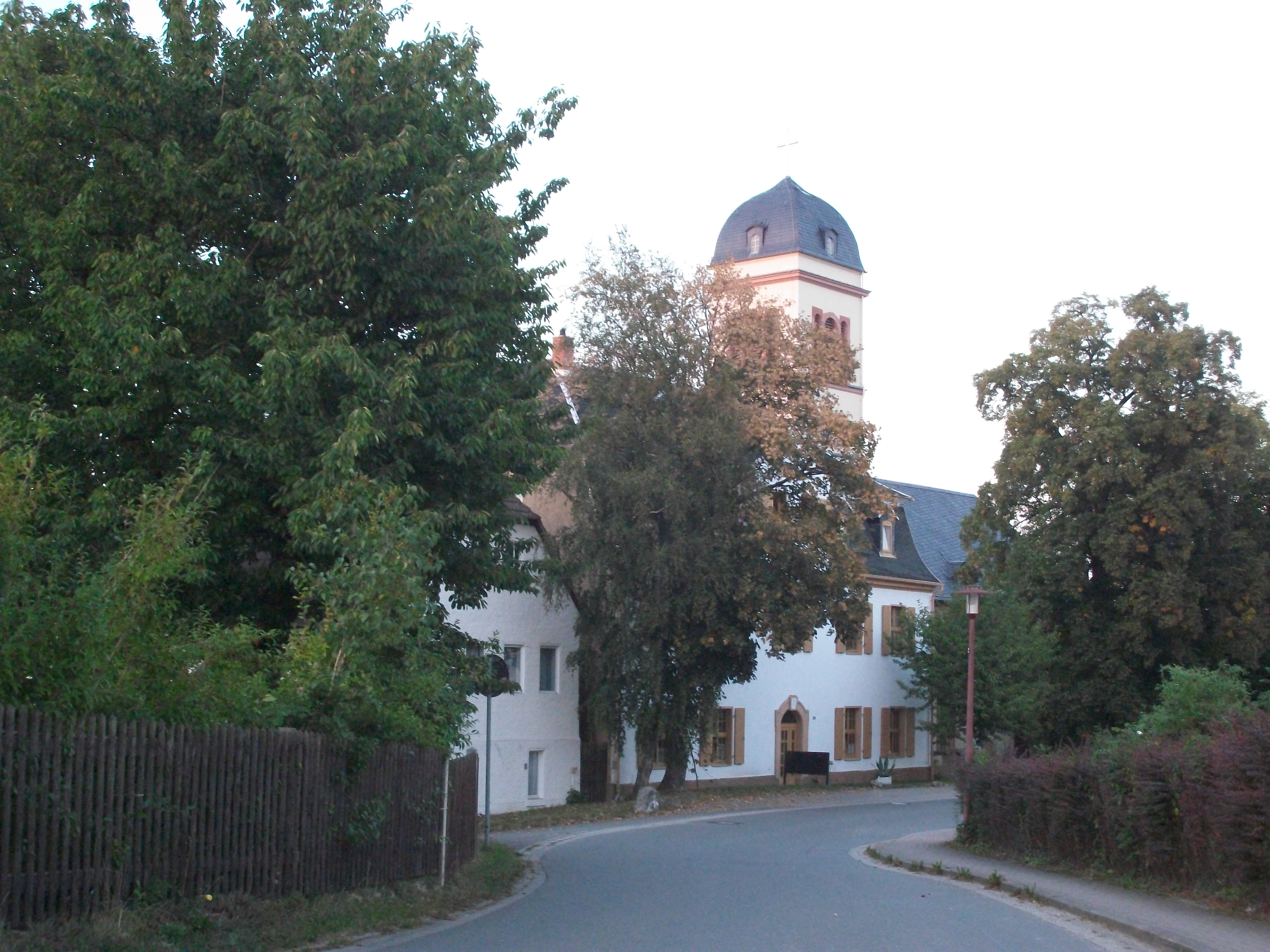
Rittergut Obermosel mit Kirche (2016)

Nachdem die Brüder Johann und Jacob Pfreund im Jahr 1622 das Rittergut Obermosel II gekauft hatten, gelangte es um 1650 an Lebrecht von Metzsch. 1674 kam das Gut nochmals in dem Familienbesitz derer von der Mosel. Von Christian Heinrich II. von der Mosel ging es 1714 an dessen Schwager Jobst von Milkau über. 1719 gelangte Obermosel II an die Familie Brückner. Weitere Besitzer waren 1751 Ehrenfried Bock-Mäderjan, 1787 die Familie von Bünau und 1810 die Familie Gottlieb Gräßer. 1827 wurden beide Obermoseler Rittergüter durch einen Brand zerstört. Die Familie Gräßer blieb rund 100 Jahre im Besitz von Obermosel II, danach waren Adolph Carl Schedlich und 1940 Robert Winter die Besitzer.
Aufgrund seiner geringen Größe blieb auch das Rittergut Obermosel II nach 1945 von der Bodenreform verschont. Es war zunächst an die „PGH Raumkunst“ vermietet, bis diese es 1963 von Robert Winter erwarb. Die PGH Raumkunst wurde 1972 in einen Volkseigenen Betrieb umgewandelt, aus dem nach der Wende die „Raumkunst Mosel Innenausbau GmbH“ entstand. Sie behielt das Herrenhaus und das Wirtschaftsgebäude bis 2002. Nach der Sanierung befindet sich das Herrenhaus seit 2006 in Privatbesitz. Das Rittergut befindet sich in der „Dänkritzer Straße“.

## Persönlichkeiten

### Vor der Teilung
- Fridericus de Musella (um 1248)

### Rittergut Niedermosel
- Konrad von der Mosel (um 1559)
- Konrad Heinrich von der Mosel (um 1599)
- Georg Friedrich von der Mosel (um 1744)

### Rittergut Mittelmosel
- Georg von der Mosel (um 1559)
- Georg Ernst von der Mosel auf Mittelmosel I (um 1633)
- Wolf Ernst von der Mosel auf Mittelmosel II (um 1633)
- Bernhard Dietrich von der Mosel auf Mittelmosel II (um 1757)
- Karl Wilhelm von der Mosel auf Mittelmosel I (um 1757)

### Rittergut Obermosel I
- Wolf von der Mosel (um 1558)

### Rittergut Obermosel II
- Balthasar von der Mosel (um 1558)
- Hans Georg und Georg Heinrich Brüder von der Mosel (Verkauf um 1622)
- Dr. Johann und Jakob Pfreundt (Brüder) (Lehnbrief 1622)
- Julius Heinrich Pfreundt (–1667)
- Lebrecht von Metzsch (1667–1677)
- Christian Heinrich II von der Mosel zu seinem halben Anteil (1677–1679)
- Johann Rüdiger zu Siberhoffnung zu seinem halben Anteil (1677–1679)
- Job Wilhelm von Milckau (1679–1722)
- Job Heinrich und Johann Adolf von Milckau (1723)[10]
- Johann Bürckner (ab 1723)[10]

Der Historiker Walter Schlesinger erwähnt einen „Kaspar von der Mosel auf Obermosel“ (wohl nach 1441?).